# Islip (Northamptonshire)
Islip is een civil parish in het bestuurlijke gebied East Northamptonshire, in het Engelse graafschap Northamptonshire met 829 inwoners.